# 多夫戈希伊
50°36′56″N 25°46′6″E / 50.61556°N 25.76833°E
多夫戈希伊（烏克蘭語：Довгошиї）是位於烏克蘭西北部里夫內州裏杜布諾區的村莊，始建於1433年，面積20.9平方公里，海拔高度235米，2023年人口960，人口密度每平方公里53人。